# Le Récit du colonel
Pour plus de détails, voir Fiche technique et Distribution.
Le Récit du colonel est un film muet français réalisé par Louis Feuillade sorti en 1907.

## Synopsis
Lors d'un repas de famille bien arrosé, le vieux colonel fait revivre ses victoires avec force gestes. Le repas finit en bataille.

## Fiche technique
- Titre : Le Récit du colonel
- Réalisation : Louis Feuillade
- Société de production : Société L. Gaumont et compagnie
- Pays de production :  France
- Genre :  Saynète humoristique
- Durée : 2 minutes 30 secondes
- Date de sortie : 1907

## Distribution
- Alice Tissot
- Maurice Vinot
- Renée Carl